# LGA 1200
LGA 1200 (Socket H5) — процессорный разъем для процессоров Intel семейств Comet Lake и Rocket Lake. Системы на основе LGA 1200 были выпущены во 2 квартале 2020 года.
LGA 1200 разработан в качестве замены разъёма LGA 1151 (Socket H4). Разъём выполнен по технологии LGA (англ. Land Grid Array) имеет 1200 подпружиненных контактов для соприкосновения с контактными площадками процессора. Он использует модифицированную конструкцию LGA 1151, с 49 дополнительными выводами, улучшая подачу питания и предлагая поддержку будущих функций ввода-вывода, например, PCI Express 4.0. Ключ сокета был перемещён в левую часть (ранее он был справа), что делает процессоры Comet Lake механически несовместимыми с предыдущими чипами. Размеры (37,5 x 37,5 мм), монтажные отверстия для системы охлаждения (75 x 75 мм) и порядок монтажа остались прежними.
В 2021 году LGA 1200 был заменён на LGA 1700 — разъём для процессоров компании Intel семейств Alder Lake и Raptor Lake.

## LGA 1159
Согласно одной из неофициальных версий должен был выйти Socket H5 с 1159 контактами и обозначаться LGA 1159 соответственно. В октябре 2019 года в некоторых онлайн-магазинах, в частности, GrosBill, появлялась информация об ещё не вышедшем оборудовании, несмотря на то что анонса нового оборудования ещё не было. Позже в таких же неофициальных источниках появились упоминания LGA 1200.
В январе 2020 года информация о LGA 1159 официально не подтвердилась.

## ЧипсетыIntel400-й серии
Десятое поколение процессоров Intel Core семейства Comet Lake работает на материнских платах с использованием четырёхсотой серии чипсетов, она включает следующие наборы логики: H410, B460, H470, Q470, Z490, W480.
|                                                              | H410                                                                      | B460                                                                      | H470                                                                      | Q470                                                                      | Z490                                                                      | W480                                                                      |
| ------------------------------------------------------------ | ------------------------------------------------------------------------- | ------------------------------------------------------------------------- | ------------------------------------------------------------------------- | ------------------------------------------------------------------------- | ------------------------------------------------------------------------- | ------------------------------------------------------------------------- |
| Разгон                                                       | Разгон увеличением лимитов TDP предлагают ASRock, ASUS и MSI              | Разгон увеличением лимитов TDP предлагают ASRock, ASUS и MSI              | Разгон увеличением лимитов TDP предлагают ASRock, ASUS и MSI              | Нет                                                                       | Да                                                                        | Нет                                                                       |
| Поддержка процессоров                                        | Comet Lake-S                                                              | Comet Lake-S                                                              | Comet Lake-S / Rocket Lake-S                                              | Comet Lake-S / возможно: Rocket Lake-S                                    | Comet Lake-S / Rocket Lake-S                                              | Comet Lake-W                                                              |
| Поддержка памяти                                             | Два канала DDR4-2666 или DDR4-2933, до 128 ГБ используя 4 модуля по 32 ГБ | Два канала DDR4-2666 или DDR4-2933, до 128 ГБ используя 4 модуля по 32 ГБ | Два канала DDR4-2666 или DDR4-2933, до 128 ГБ используя 4 модуля по 32 ГБ | Два канала DDR4-2666 или DDR4-2933, до 128 ГБ используя 4 модуля по 32 ГБ | Два канала DDR4-2666 или DDR4-2933, до 128 ГБ используя 4 модуля по 32 ГБ | Два канала DDR4-2666 или DDR4-2933, до 128 ГБ используя 4 модуля по 32 ГБ |
| Максимум слотов DIMM                                         | 2                                                                         | 4                                                                         | 4                                                                         | 4                                                                         | 4                                                                         | 4                                                                         |
| Максимум портов USB 2.0                                      | 10                                                                        | 12                                                                        | 14                                                                        | 14                                                                        | 14                                                                        | 14                                                                        |
| Конфигурация портов USB 3.2                                  | До 4 Gen 1x1 (5 Гбит/с)                                                   | До 8 Gen 1x1 (5 Гбит/с)                                                   | До 4 Gen 2x1 (10 Гбит/с) До 8 Gen 1x1 (5 Гбит/с)                          | До 6 Gen 2x1 (10 Гбит/с) До 10 Gen 1x1 (5 Гбит/с)                         | До 6 Gen 2x1 (10 Гбит/с) До 10 Gen 1x1 (5 Гбит/с)                         | До 8 Gen 2x1 (10 Гбит/с) До 10 Gen 1x1 (5 Гбит/с)                         |
| Максимум портов SATA 3.0                                     | 4                                                                         | 6                                                                         | 6                                                                         | 6                                                                         | 6                                                                         | 8                                                                         |
| Линии PCI Express 3.0 процессора                             | 1x16                                                                      | 1x16                                                                      | 1x16                                                                      | 1x16 или 2x8 или 1x8+2x4                                                  | 1x16 или 2x8 или 1x8+2x4                                                  | 1x16 или 2x8 или 1x8+2x4                                                  |
| Линии PCI Express PCH                                        | 6                                                                         | 16                                                                        | 20                                                                        | 24                                                                        | 24                                                                        | 24                                                                        |
| Число поддерживаемых дисплеев                                | 2                                                                         | 3                                                                         | 3                                                                         | 3                                                                         | 3                                                                         | 3                                                                         |
| Интегрированные функции беспроводного доступа                | Нет                                                                       | Нет                                                                       | CNVi (работает только с CRF модулем Intel Wi-Fi 6 AX201)                  | CNVi (работает только с CRF модулем Intel Wi-Fi 6 AX201)                  | CNVi (работает только с CRF модулем Intel Wi-Fi 6 AX201)                  | CNVi (работает только с CRF модулем Intel Wi-Fi 6 AX201)                  |
| Поддержка SATA RAID 0/1/5/10                                 | Нет                                                                       | Да                                                                        | Да                                                                        | Да                                                                        | Да                                                                        | Да                                                                        |
| Поддержка Intel Optane Memory                                | Нет                                                                       | Да                                                                        | Да                                                                        | Да                                                                        | Да                                                                        | Да                                                                        |
| Технология Intel Smart Sound                                 | Нет                                                                       | Да                                                                        | Да                                                                        | Да                                                                        | Да                                                                        | Да                                                                        |
| Технологии Intel Active Management, Trusted Execution и vPro | Нет                                                                       | Нет                                                                       | Нет                                                                       | Да                                                                        | Нет                                                                       | Да                                                                        |
| TDP                                                          | 6 Вт                                                                      | 6 Вт                                                                      | 6 Вт                                                                      | 6 Вт                                                                      | 6 Вт                                                                      | 6 Вт                                                                      |

## ЧипсетыIntel500-й серии
Одиннадцатое поколение процессоров Intel Core семейства Rocket Lake работает на материнских платах с использованием пятисотой серии чипсетов, она включает следующие наборы логики: H510, B560, H570, W580, Q570, Z590.
|                                                              | H510                                                                      | B560                                                                      | H570                                                                      | W580                                                                        | Q570                                                                       | Z590                                                                        |
| ------------------------------------------------------------ | ------------------------------------------------------------------------- | ------------------------------------------------------------------------- | ------------------------------------------------------------------------- | --------------------------------------------------------------------------- | -------------------------------------------------------------------------- | --------------------------------------------------------------------------- |
| Разгон CPU                                                   | Нет                                                                       | Нет                                                                       | Нет                                                                       | Нет                                                                         | Нет                                                                        | Да                                                                          |
| Разгон RAM                                                   | Нет                                                                       | Да                                                                        | Да                                                                        | -                                                                           | -                                                                          | Да                                                                          |
| Поддержка процессоров                                        | Comet Lake-S / Rocket Lake-S                                              | Comet Lake-S / Rocket Lake-S                                              | Comet Lake-S / Rocket Lake-S                                              | Comet Lake-S / Rocket Lake-S                                                | Comet Lake-S / Rocket Lake-S                                               | Comet Lake-S / Rocket Lake-S                                                |
| Поддержка памяти                                             | Два канала DDR4-2933 или DDR4-3200, до 128 ГБ используя 4 модуля по 32 ГБ | Два канала DDR4-2933 или DDR4-3200, до 128 ГБ используя 4 модуля по 32 ГБ | Два канала DDR4-2933 или DDR4-3200, до 128 ГБ используя 4 модуля по 32 ГБ | Два канала DDR4-2933 или DDR4-3200, до 128 ГБ используя 4 модуля по 32 ГБ   | Два канала DDR4-2933 или DDR4-3200, до 128 ГБ используя 4 модуля по 32 ГБ  | Два канала DDR4-2933 или DDR4-3200, до 128 ГБ используя 4 модуля по 32 ГБ   |
| Максимум слотов DIMM                                         | 2                                                                         | 4                                                                         | 4                                                                         | 4                                                                           | 4                                                                          | 4                                                                           |
| Максимум портов USB 2.0                                      | 10                                                                        | 12                                                                        | 14                                                                        | 14                                                                          | 14                                                                         | 14                                                                          |
| Конфигурация портов USB 3.2                                  | До 4 Gen 1x1 (5 Гбит/с)                                                   | До 2 Gen 2x2 (20 Гбит/с) До 4 Gen 2x1 (10 Гбит/с) До 6 Gen 1x1 (5 Гбит/с) | До 2 Gen 2x2 (20 Гбит/с) До 4 Gen 2x1 (10 Гбит/с) До 8 Gen 1x1 (5 Гбит/с) | До 3 Gen 2x2 (20 Гбит/с) До 10 Gen 2x1 (10 Гбит/с) До 10 Gen 1x1 (5 Гбит/с) | До 3 Gen 2x2 (20 Гбит/с) До 8 Gen 2x1 (10 Гбит/с) До 10 Gen 1x1 (5 Гбит/с) | До 3 Gen 2x2 (20 Гбит/с) До 10 Gen 2x1 (10 Гбит/с) До 10 Gen 1x1 (5 Гбит/с) |
| Максимум портов SATA 3.0                                     | 4                                                                         | 6                                                                         | 6                                                                         | 8                                                                           | 6                                                                          | 6                                                                           |
| Линии PCI Express 4.0 процессора                             | 1x16                                                                      | 1x16 + 1x4                                                                | 1x16 + 1x4                                                                | 1x16 + 1x4 или 2x8 + 1x4 или 1x8 + 3x4                                      | 1x16 + 1x4 или 2x8 + 1x4 или 1x8 + 3x4                                     | 1x16 + 1x4 или 2x8 + 1x4 или 1x8 + 3x4                                      |
| Линии PCI Express PCH                                        | 6                                                                         | 12                                                                        | 20                                                                        | 24                                                                          | 24                                                                         | 24                                                                          |
| Число поддерживаемых дисплеев                                | 2                                                                         | 3                                                                         | 3                                                                         | 3                                                                           | 3                                                                          | 3                                                                           |
| Интегрированные функции беспроводного доступа                | CNVi (работает только с CRF модулем Intel Wi-Fi 6 AX201)                  | CNVi (работает только с CRF модулем Intel Wi-Fi 6 AX201)                  | CNVi (работает только с CRF модулем Intel Wi-Fi 6 AX201)                  | CNVi (работает только с CRF модулем Intel Wi-Fi 6 AX201)                    | CNVi (работает только с CRF модулем Intel Wi-Fi 6 AX201)                   | CNVi (работает только с CRF модулем Intel Wi-Fi 6 AX201)                    |
| Поддержка SATA RAID 0/1/5/10                                 | Нет                                                                       | Нет                                                                       | Да                                                                        | Да                                                                          | Да                                                                         | Да                                                                          |
| Поддержка Intel Optane Memory                                | Нет                                                                       | Да                                                                        | Да                                                                        | Да                                                                          | Да                                                                         | Да                                                                          |
| Технология Intel Smart Sound                                 | Нет                                                                       | Да                                                                        | Да                                                                        | Да                                                                          | Да                                                                         | Да                                                                          |
| Технологии Intel Active Management, Trusted Execution и vPro | Нет                                                                       | Нет                                                                       | Нет                                                                       | Да                                                                          | Да                                                                         | Нет                                                                         |
| TDP                                                          | 6 Вт                                                                      | 6 Вт                                                                      | 6 Вт                                                                      | 6 Вт                                                                        | 6 Вт                                                                       | 6 Вт                                                                        |